# 122-мм противотанковая гаубица 1940 года (У-11)
122-мм противотанковая гаубица 1940 года (У-11) — крупнокалиберная пушка, стреляющая осколочно-фугасными снарядами или кумулятивными снарядами. Была создана осенью 1940 по распоряжению Ж. Я. Котина.
Не использовалась в конфликтах, так как это опытный образец. Горизонтальные углы наведения составляли −3,5 +19 . Боекомплект: 48 снарядов, изначально предполагалось 50. Могла производить 2 выстрела в минуту, что являлось недостаточным. Опытный образец изготовили в январе 1942 года (КВ-9), к тому времени он не подходил по стандартам и устарел.